# Лицитарський пряник

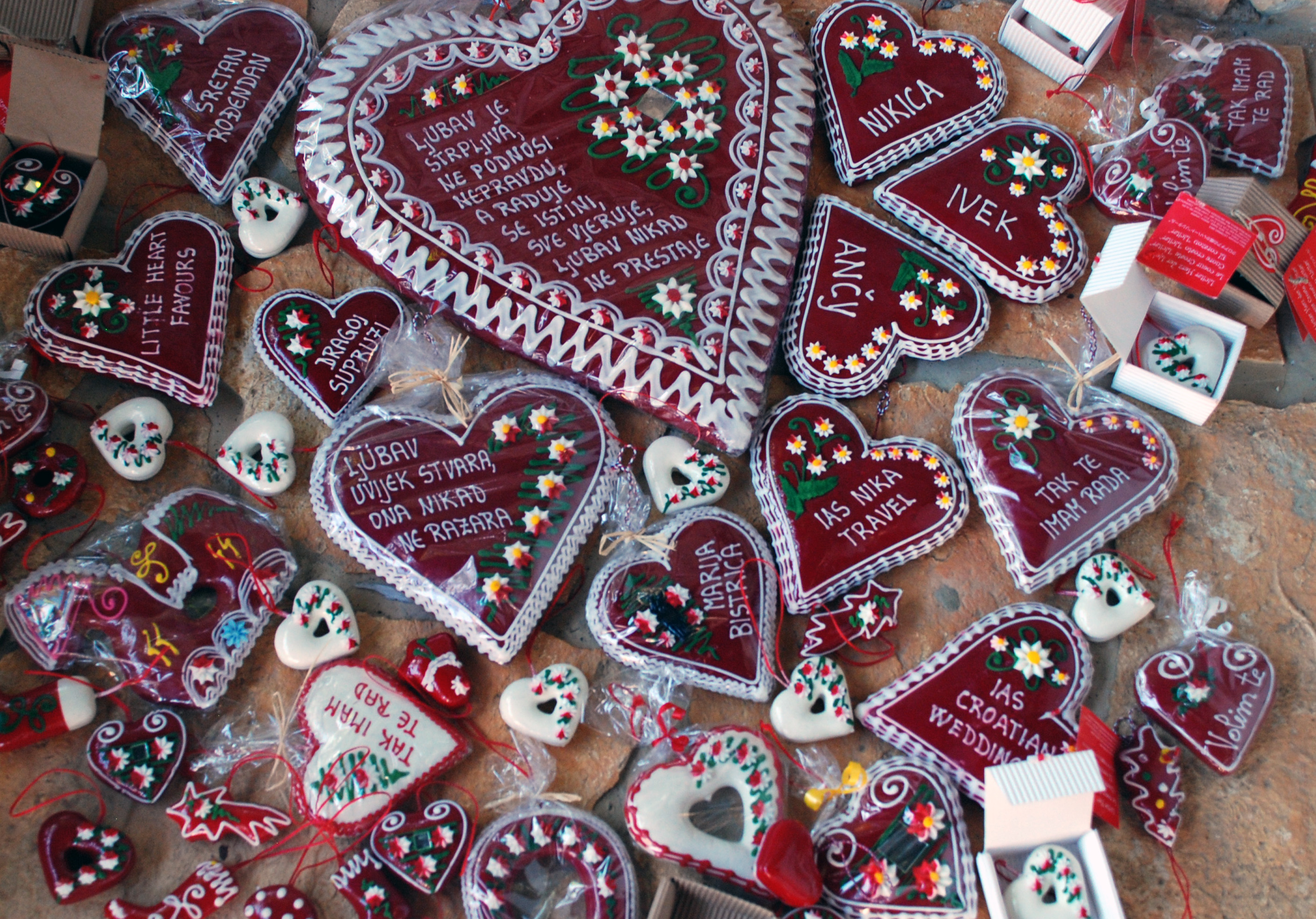
Лицитарські серця

Лицита́рський пряник (хорв. Licitar, Licitarsko srce) — барвисто оформлений кондитерський виріб, медовий пряник, найчастіше — у формі серця. Є частиною хорватської культурної спадщини. Вважається традиційним символом Загреба, столиці країни. Лицитарські серця використовуються в якості подарунків на свята, наприклад, на весілля або День Святого Валентина. На Різдво тисячі пряникових сердець прикрашають головну ялинку країни.
У 2010 році ЮНЕСКО додав «пряникові вироби з Північної Хорватії» до «Репрезентативного списку нематеріальної культурної спадщини» хорватської культури.

## Історія та традиції
Традиції виготовлення й дарування лицитарських пряників сягають XVI століття. Їх виробники, відомі як Медічарі (Medičari), були шанованими людьми, а їхня продукція — вкрай затребуваною, оскільки вважалася більш романтичним подарунком, ніж букет троянд. Навіть сьогодні в деяких сім'ях традиції виготовлення пряників зберігаються як таємне мистецтво, а рецепт не змінився з давніх часів. Створення одного пряника, як раніше, займає понад місяць.
Лицитарські пряники стали відомі завдяки тому, що продавалися в церкві Діви Марії в Марії-Бистриці поблизу Загреба, яку паломники відвідували в день Успіння пресвятої Богородиці або День святої Маргарити. Хоча серце не було релігійним символом, його часто відвозили додому як нагадування про їх довгий і часом важкий шлях до Загір'я. Форма пряника, яскраві кольори і прикраси робили його гарним сувеніром для демонстрації родичам і сусідами після повернення.

Лицитарські серця також відомі в сусідній Словенії. Найстаріші пекарні, які виготовляють пряники, можна знайти в Словень-Градеці (заснована в 1757) і в Радовлиці (заснована в 1766 році). Обидві пекарні працюють досі, пекарня Радовлиці відкрита для відвідин туристами.

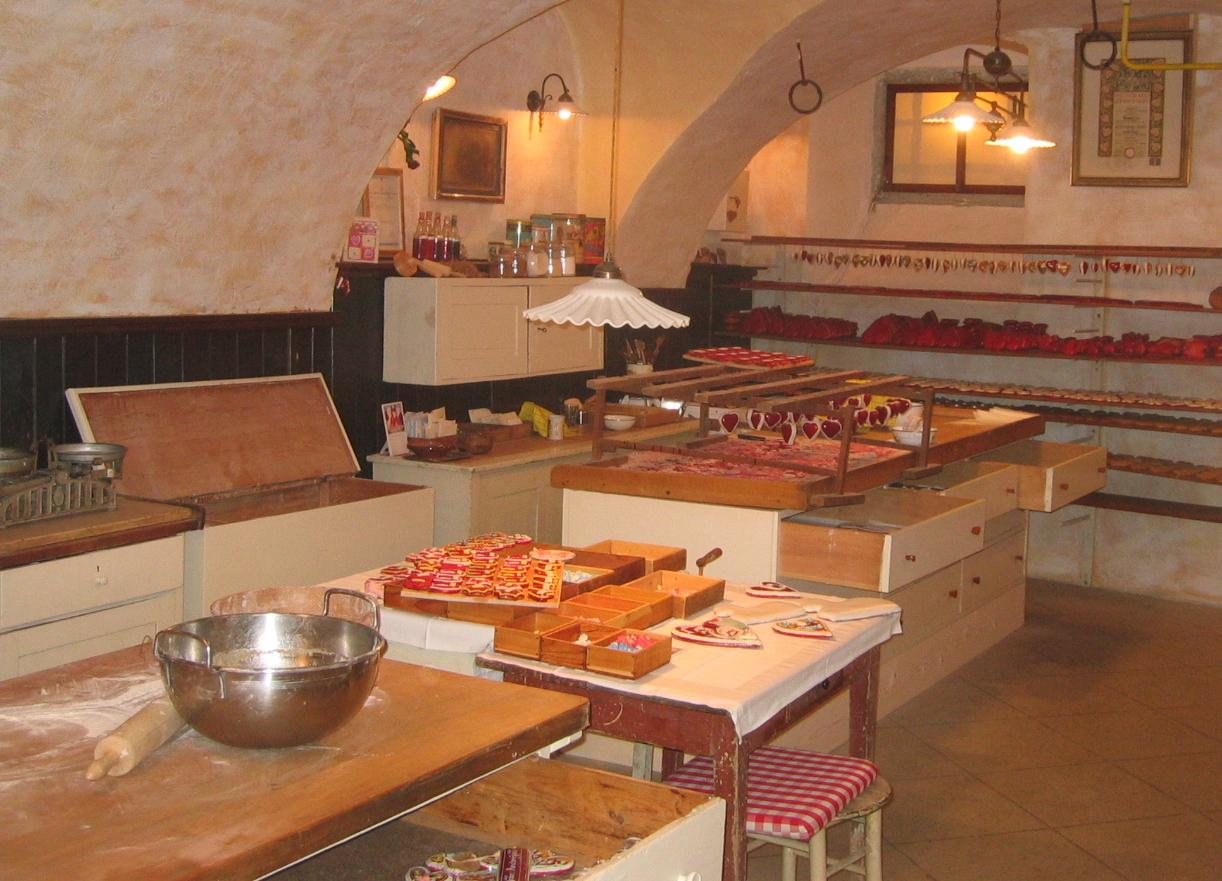
Пекарня Радовлиці, де виготовляють лицитарські серця

## Склад і виготовлення
До складу лицитарських пряників входять мед, борошно, яйця, вода і натуральні барвники. Виготовлення займає тривалий час. Тісто дозріває кілька днів, потім викладається у форму і запікається, після чого сохне ще два тижні. Після цього пряник фарбують і залишають сохнути ще на два тижні. Згодом пряник остаточно оформлюють і залишають сохнути ще тиждень.
Традиційно лицитарське серце повністю виготовляється вручну. Прикрашають хвилястими лініями, дрібними квітами та блискітками. Всі компоненти їстівні.